# Марк Гонсалес
Марк Гонсалес (на испански: Mark González) е бивш чилийски футболист – ляво крило. Известен е с бързата си крачка и ускорение. Прякора му е Спийди. Той е известен с играта си в Ливърпул и Реал Бетис.

## Клубна кариера
Започва кариерата си в Университат Католика. Година по-късно е купен от испанския Алабасете. Албасете и Ливърпул се договарят за трансфера на Гонзалес през лятото на 2005 г., но британските власти му отказват работна виза. В крайна сметка, той преминава на Анфилд, но продължава да играе за Албасете, само че под наем. Властите пак му отказват работна виза и Марк преминава под наем за шест месеца в „Реал Сосиедад“. До края на сезон 2005/2006, той най-накрая отговаря на необходимия брой мачове за Чили и е в състояние да отиде в Ливърпул. На 9 август 2006 Гонзалез влиза в 85 минута на мястото на Стивън Джерард. За три той вкарва първия си гол за Ливърпул. С това попадение Ливърпул побеждава Макаби Хайфа, с резултат от 2:1. В първия си мач от Висшата лига започва в стартовия състав. Гонзалес вкарва един гол срещу Тотнъм. На 9 януари 2007 Гонзалес се контузва в мач 1/4 финалите на Карлинг Къп срещу Арсенал. На 24 май същата година става известно, че Марк Гонзалес ще напусне Ливърпул и ще се завърне в Испания. На 12 юни халфът потвърди, че той е преминал в Реал Бетис за £ 4 500 000. Гонзалес е основен играч на Бетис и редовно вкарва. На 11 август 2009 преминава в ЦСКА Москва за 6 млн. евро. Марк е привлечен за заместник на Юрий Жирков, който е продаден на Челси. Марк бързо се налага в състава. Дебютира срещу московският Локомотив на 16 август 2009. През втората половина на 2010 губи титулярното си място от Зоран Тошич, но към края на годината отново е титуляр за сметка на сърбина. На 6 декември 2010 взима португалски паспорт. През април 2011 се разписва на 2 пъти – срещу Зенит и ФК Рубин Казан. Месец по-късно се контузва тежко и отсъства от терените до месец септември. Впоследствие травмата се оказва много по-сериозна и играчът не записва повече участия през сезон 2011/12. На следващия сезон Гонсалес е резерва, тъй като е изместен от Александър Цауня. През ноември 2012 отново се контузва.

## Външни Препратки
- Профил в официалния сайт на Ливърпул
- www.1x2help.com[неработеща препратка]